# Капричіо
Капричіо, капричо, каприс — музична інструментальна віртуозна п'єса в блискучому, ефектному стилі.
В епоху класицизму жанр капричіо належав звичайно до інструментальної музики, хоча до середини XVIII століття назва стала використовуватися і для каденцій, особливо складених самими композиторами, — в цьому відношенні важливими прецедентами стали каденції-капричіо П'єтро Локателлі до його 12 скрипкових концертів (1732). Оскільки такі каденції носили віртуозний характер, в епоху романтизму акцент в жанровому позначенні «капричіо» змістився в бік «віртуозної вишуканості» творів, — в цьому сенсі найбільш показові 24 каприса для скрипки соло Нікколо Паганіні.
Капричіо для фортепіано з оркестром Стравінського (1929) — віртуозний концерт. В опері «Каприччіо» Ріхарда Штрауса (1-я пост. 1942) слово використовується в первісному значенні (твір академічної музики, написаний у вільній формі); тема опери — вишукана суперечка на вічну тему змагання музики і поезії.
У літературознавстві капричіо називали твори з елементами одивнення та фантастики.

Одивнення — цілеспрямоване увиразнення письменником художнього образу шляхом використання незвичних асоціацій, що створює свіжий, оновлений погляд на довкілля, руйнує автоматизм світосприйняття.